# Gruppo di galassie di Maffei 1
Il Gruppo di galassie Maffei 1 (conosciuto anche come gruppo IC 342) è il gruppo di galassie più vicino al nostro Gruppo Locale: probabilmente un tempo faceva parte del Gruppo Locale dal quale è stato poi espulso in seguito ad uno scontro con la galassia di Andromeda.
L'elemento principale del gruppo è la galassia a spirale IC 342, ma il gruppo ha preso il nome dalla galassia ellittica gigante Maffei 1, che, insieme a Maffei 2, fu scoperta con filtri infrarossi nel 1968 dall'astronomo italiano Paolo Maffei (1926-2009). Entrambe le galassie si trovano vicino all'equatore galattico nella costellazione di Cassiopea nella zona d'ombra galattica e perciò risultano fortemente offuscate da polveri e gas sulle lunghezze d'onda visibili. Maffei 2 è una galassia a spirale barrata di media grandezza e luminosità, lontana circa 9 milioni di anni luce, mentre la distanza di Maffei 1 è stata stimata intorno ai 10 milioni di anni luce.
Altre galassie note del gruppo sono Dwingeloo 1 e la sua galassia satellite Dwingeloo 2 e alcuni sistemi di galassie più piccoli, inclusi due possibili satelliti di Maffei 1, (MB1 e MB2).

## Future osservazioni del gruppo Maffei 1

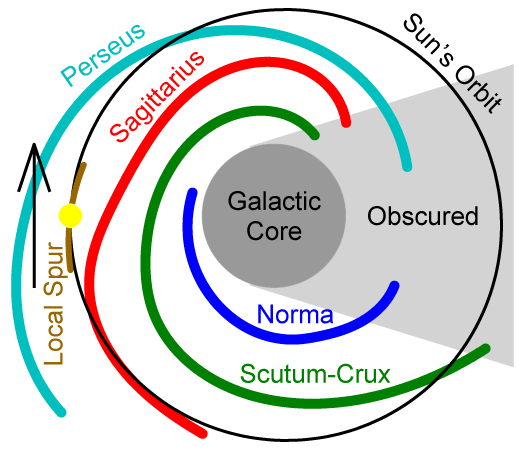
Tutte le galassie nella zona oscura di quest'immagine saranno meglio osservabili in futuro

Il sole compie un'orbita intorno alla nostra galassia ogni 225 milioni di anni. Tra circa 112 milioni di anni la Terra si troverà dunque sull'altro lato della galassia.  Molte delle galassie ora osservabili si troveranno allora nella zona d'ombra galattica.  La Andromeda, la galassia del Triangolo e molte altre galassie non saranno più visibili dalla Terra.  Al loro posto ci sarà una serie di nuove galassie in attesa di essere scoperte. Durante questo periodo di tempo il gruppo di galassie Maffei sarà quindi meglio osservabile. Le galassie meglio osservabili saranno probabilmente Maffei 1, Maffei 2, Dwingeloo 1 e Dwingeloo 2.

## Membri

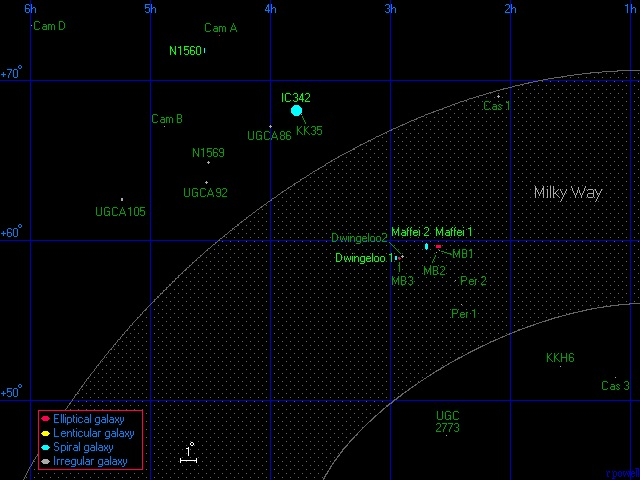
Diagramma del gruppo IC 342/Maffei

| Nome             | Tipo | Distanza dal sole (milioni di al) | Magnitudine | Membro?       | Commenti                             |
| ---------------- | ---- | --------------------------------- | ----------- | ------------- | ------------------------------------ |
| IC 342           | SBcd | 10,7                              | +10.5       | Si            |                                      |
| Maffei 1         | E5   | 9,82                              | +17         | Si            |                                      |
| Maffei 2         | SBc  | 9,1                               | +16         | Si            |                                      |
| Dwingeloo 1      | SBbc | 9,1                               |             | Si            | PGC 100170, Cassiopeia 2             |
| Dwingeloo 2      | dIAm | ~10                               | +20,5       | Si            | PGC 101304                           |
| NGC 1560         | SAd  | 11,3                              | +12,1       | Probabilmente | Improbabile membro del Gruppo Locale |
| NGC 1569         | dIBm | 11                                | +11,8       | Probabilmente | Possibile membro del Gruppo Locale   |
| UGCA 92          | dIAm | 4,7                               | +16,15      | Probabilmente | Possibile membro del Gruppo Locale   |
| Camelopardalis A | dSph | 12,8                              |             | Probabilmente |                                      |
| Camelopardalis B | IAm  | 10,9                              |             | Possibile     | KK 44                                |
| Camelopardalis D | IAm  |                                   |             | Possibile     | KKH 34                               |
| Cassiopeia 1     |      | ~11                               |             | Possibile     | KK 19                                |
| Cassiopeia 3     |      |                                   |             | Possibile     | KKH 5                                |
| KK 35            |      | 10,3                              |             | Possibile     |                                      |
| MB 1             | SAd? | ~10                               |             | Possibile     | KK 21                                |
| MB 2             |      |                                   |             | Possibile     |                                      |
| MB 3             | dSph | ~10                               |             | Possibile     | KK 22                                |
| Perseus 1        | E    |                                   | +12,48      | Possibile     | KKH 11                               |
| Perseus 2        | IAm  |                                   |             | Possibile     | KKH 12                               |
| UGCA 86          | dIAm | 10,2                              | +14,2       | Possibile     | Possibile membro del Gruppo Locale   |
| UGCA 105         | dIAm | 11,35                             | +15,3       | Possibile     |                                      |
| KKH 6            |      |                                   |             | Possibile     |                                      |
| UGC 2773         |      |                                   |             | Possibile     | KK 28                                |
| Mailyan 16       |      |                                   |             | Possibile     | KKH 37                               |